# Harry Klugmann
Harry Klugmann (* 28. Oktober 1940 in Stolp; † 28. Juni 2023 in Löningen) war ein deutscher Vielseitigkeitsreiter, der 1972 mit der Mannschaft die olympische Bronzemedaille gewann.

## Sportliche Laufbahn
Harry Klugmann startete für den Reit- und Fahrverein Greven. Der deutsche Meister des Jahres 1971 war mit dem elfjährigen Wallach Christopher Robert frühzeitig für die deutsche Equipe bei den Olympischen Spielen 1972 gesetzt. Als Neunter in der Einzelwertung war Klugmann in München bester Deutscher. Zusammen mit Lutz Goessing, Karl Schultz und Horst Karsten erhielt Klugmann in der Mannschaftswertung die Bronzemedaille hinter den Teams aus dem Vereinigten Königreich und aus den Vereinigten Staaten. 1979 gewann Klugmann seinen zweiten Meistertitel, 1977 hinter Horst Karsten und 1978 sowie 1980 jeweils hinter Otto Ammermann belegte Klugmann den zweiten Platz bei der Deutschen Meisterschaft. 1978 gewann Klugmann auf Verberot zusammen mit Helmut Rethemeier, Otto Ammermann und Herbert Blöcker die Silbermedaille bei der Weltmeisterschaft in Lexington.
Die Olympischen Spiele 1980 verpasste Klugmann wegen des Olympiaboykotts. Beim ersatzweise ausgetragenen Festival in Fontainebleau gewann er mit Veberod die Mannschafts-Silbermedaille.
Für den Gewinn der Bronzemedaille 1972 erhielt er am 11. September 1972 das Silberne Lorbeerblatt.
Klugmann starb in den Abendstunden des 28. Juni 2023 im Alter von 82 Jahren.